# Ertsgang
Een ertsgang is een spleet of scheur in de aardkorst die gevuld is met ertsmineralen. Ertsgangen kunnen een breedte hebben die varieert van vele tientallen meters tot tienden van millimeters. Ertsgangen van enkele centimeters dik en minder worden vaak ertsaders genoemd.